# Afrika Korps vs. Desert Rats
Afrika Korps vs. Desert Rats (abbreviato in AK vs. DR e pubblicato con il titolo Desert Rats vs. Afrika Korps negli Stati Uniti d'America e nel Regno Unito) è un videogioco strategico in tempo reale prodotto e sviluppato dalla francese MonteCristo in cooperazione con l'ungherese Digital Reality e distribuito dalla Atari a partire dal 2004. Il gioco permette di rivivere le battaglie svoltesi in Nordafrica durante la seconda guerra mondiale tra il Deutsches Afrikakorps di Erwin Rommel e l'8ª Armata di Bernard Law Montgomery, quindi dall'arrivo dei tedeschi in Libia (febbraio 1941) fino alla capitolazione delle forze dell'Asse in Tunisia nel maggio 1943.
A differenziare il gioco da prodotti dello stesso genere è stata la volontà dei programmatori di includere una storia che unisse i 5 personaggi degli opposti schieramenti e che fungesse da cornice alla guerra nel deserto. È possibile giocare sia in singolo sia in più giocatori online sfruttando il sito Gamespy.

## Trama
La guerra del deserto sarà vista attraverso gli occhi e i rispettivi diari del tenente colonnello Erich von Hartmann e del tenente colonnello Gregory Sinclair, conosciutisi durante le Olimpiadi di Berlino del 1936; successivamente i due erano diventati amici, ma lo scoppio del conflitto mette a dura prova i loro rapporti. Inoltre si sono innamorati della stessa donna, Fleur du Mal, abile spia sul libro paga delle principali organizzazioni europee e nota come Lys: fascinosa pilota di biplano, sarà incontrata solo una volta durante il gioco e nominata nelle pagine dei due ufficiali. Personaggi minori, ma comunque giocabili, sono il capitano Marius Bertrand Lafarge, della Legione straniera, e William "Goose" Gosling, soldato e consigliere militare statunitense catturato dai francesi di Vichy. Nelle prime scene del gioco è possibile vedere il suo salvataggio a opera di Lafarge, Siclair e Lys. Con il proseguire delle missioni nel diario dei due protagonisti si legge di come essi cerchino di scoprire chi sia davvero Lys. Nell'ultima missione, la quindicesima, ella sarà scoperta dall'Abwehr, il servizio di controspionaggio tedesco, e perciò Sinclair, Gosling e Lafarge si precipitano a Tunisi per salvarla; saranno incredibilmente aiutati da Erich von Hartmann nel combattimento finale contro un ufficiale nazista, che tiene prigioniera la donna in un hotel.

## Modalità di gioco

### Giocatore singolo
In modalità giocatore singolo, l'utente ha una serie di opzioni. Può giocare in ordine cronologico tutte le missioni, otto con l'Asse (impersonando il fittizio Erich von Hartmann) e sei con gli Alleati in Tunisia (nei panni del fittizio Gregory Sinclair). Può selezionare la campagna e scegliere tra quella con gli italo-tedeschi o gli Alleati e, infine, può rigiocare una singola missione, a patto di averla già completata e senza poter accumulare esperienza. Una quindicesima missione è sbloccabile dopo aver completato la campagna degli Alleati in modalità difficile
Prima dell'inizio di ogni missione il giocatore viene informato degli obiettivi minimi da raggiungere (ne esistono di secondari e di segreti); è poi libero di modificare lo schieramento che gli viene fornito automaticamente: sono disponibili numerosi tipi di veicoli tra autocarri, carri armati, semoventi anche contraerei, autoblindo. La risorsa più importante sono in ogni caso le unità di fanteria, suddivise in una serie di ruoli specializzati (mitragliere, geniere, esploratore, granatiere, medico) e solo attraverso le quali si possono manovrare i mezzi e le armi. Costituito lo schieramento, il giocatore dovrà superare la missione contando in pratica sulle sole forze di partenza, pur potendo catturare equipaggiamenti al nemico a patto di avere abbastanza fanteria. In più l'utente usufruisce della presenza di un "eroe", capace di elevare nettamente i parametri del veicolo che occupa, ma la cui morte decreta l'immediato fallimento della missione. Nel corso del gioco le unità sono gestibili dall'interfaccia situata nella parte bassa dello schermo, che riporta una serie di ordini, alcuni dei quali ben precisi ed eseguibili sono da specifiche unità; l'interfaccia segnala inoltre quanti attacchi di artiglieria, ricognizioni aeree e bombardieri sono ancora disponibili su richiesta del giocatore. A causa della nebbia di guerra, poche volte sarà utile lanciare i propri carri armati in un violento assalto frontale, mentre è consigliato il reciproco appoggio tra unità e, a volte, anche un'attenta preparazione al combattimento – ricognizione, brevi puntate offensive per saggiare le difese nemiche, attacchi d'artiglieria per scompaginarle, etc. Tutti i veicoli che sopravvivono alle missioni aumentano la resistenza e la potenza di fuoco e il giocatore guadagna "punti prestigio", che consentono di sbloccare sia per l'Asse, sia per gli Alleati, quattro unità uniche.
Il coinvolgimento è aumentato dall'eccellente grafica, che rende realistiche le esplosioni di attrezzature e carri armati, oppure il collasso degli edifici presi a cannonate e gli spari delle armi; ancora, palmizi e sterpaglie saranno abbattuti dal passaggio dei blindati che alzano nuvole di polvere e lasciano il segno dei cingoli sul terreno. Infine non manca il supporto audio, con sigle e colonne sonore realizzate dall'Orchestra sinfonica di Vienna.

### Multiplayer
In multiplayer vengono offerte al giocatore tre tipi di partita, ognuno con due mappe e capaci di ospitare un massimo di quattro giocatori online. È possibile impostare la difficoltà, le unità impiegabili e altri aspetti, oltre a chattare con le altre persone; comunque la modalità è a volte soggetta a inceppamenti o scene scattose e non è possibile mettere in pausa. Sono disponibili la classica modalità deathmatch e conquista, caratterizzata dalla presenza di bandiere sulla mappa; inoltre esiste un tipo di scontro detto "Tobruk to el-Alamein": due giocatori, ciascuno con un proprio quartier generale agli estremi della mappa, combattono l'un l'altro per schiacciare l'avversario prima che questi riceva rinforzi e passi all'offensiva.